# キンボ・スライス
ケヴィン・"キンボ・スライス"・ファーガソン（Kevin "Kimbo Slice" Ferguson、1974年2月8日 - 2016年6月6日）は、バハマの男性総合格闘家、プロボクサー、ストリートファイター。ナッソー出身。
フロリダ州マイアミを拠点に、アンダーグラウンドの賭け試合で行っていたストリートファイトがインターネットを通じて大きな注目を浴び、雑誌ローリング・ストーンでは「ウェブのケンカ屋の王様」と称された。後に総合格闘技とボクシングでプロデビューした。

## 来歴
バハマのナッソーで生まれる。幼少期にアメリカに移住、フロリダ州カトラー・リッジで育った。
元々はアメリカンフットボールのプレイヤーで、マイア・ミパルメット高校ではミドルラインバッカーのスタープレイヤーとして活躍。マイアミ大学にスポーツ推薦を受けるなどプロを目指していた。しかし大学リーグは一年半ほどで離れ、23歳の時に受けたマイアミ・ドルフィンズのトライアウトにも合格せず、次第にスポーツから遠ざかると、高校時代からの友人で後にキンボの生涯のマネージャーを務めることになるマイク・イマーから、アダルトサイトの運営などを手がけるRKネットメディア社での運転手兼ボディーガードの仕事を紹介された。
2003年頃からアンダーグラウンドの試合でストリートファイトを行うようになり、戦績は30勝無敗1無効試合になるという。こうしたベアナックル・ボクシングルールの試合はチーム・キンボによりアダルト動画共有サイトやYouTubeなどの動画共有サイトで拡散され、インターネット上で知名度を獲得していった。
ニックネームのスライスは、最初に投稿された動画でキンボが対戦相手のBig Dの右目を大きく切り裂いたことで、インターネットのファンたちからそう呼ばれるようになったもので、キンボは子供の頃から呼ばれていた愛称である。
2003年9月、警官ショーン・ギャノンと対戦して敗れたが、キンボはギロチンチョークや膝蹴りの反則があったとしている（ただしキンボ側も反則を度々犯していた）。
2005年から格闘技のトレーニングを始め、最初はベア・ナックルボクシングのテクニックや、クリンチからのダーティーボクシングなどストリートボクシングで使うトレーニングのみだったが、徐々に総合格闘技への関心が高まり移行していった。

## 総合格闘技
2007年6月23日、話題を聞きつけた総合格闘技団体「Cage Fury Fighting Championships」（CFFC）からコンタクトを受け、元WBO世界ヘビー級チャンピオンでオリンピック金メダリストのレイ・マーサーとの試合を行う契約を結んだ。ニュージャージー州アトランティックシティで開催されたCage Fury Fighting Championship 5でマーサーとエキシビションマッチ（非公式戦）で対戦、1ラウンドでギロチンチョークにより勝利した。試合後のインタビューでは同じ喧嘩屋上がりのタンク・アボットと戦いたいと語り、観客として来場していたアボットも承諾して10月12日にCage Fury Fighting Championship 6での対戦が決定した。
しかし、これは興行側の都合で中止となり、正式なプロデビューは宙に浮いた形になった。

### EliteXC
その後、EliteXCの打診を受けて同団体に移籍、11月10日にテキサス州コーパスクリスティで行われた大会で正式なプロデビューをした。当初はマイク・ボークが対戦相手に挙がったが、相手の肩の怪我のためボー・キャントレルへ変更となった。この試合でキンボは1ラウンド19秒、右肘打ちからのパウンドでギブアップ勝ちを収めた。
2008年2月16日、EliteXCで棚上げされていたタンク・アボットとの対戦が実現、開始43秒でKO勝ちした。
2008年5月31日、EliteXC: Primetimeでジェームス・トンプソンと対戦。打撃とグラウンドを織り交ぜた激しい攻防になり、やや優勢を維持したまま、3ラウンドに数発のパンチから右フックを当てたところでレフェリーストップが入り、TKO勝ちとなった。試合後に行われた記者会見ではブレット・ロジャースと乱闘寸前の騒ぎを起こした。
2008年10月4日のEliteXC: Heatではケン・シャムロックとの対戦が予定されていたが試合当日にシャムロックがウォーミングアップ中に目尻をカットし欠場、セス・ペトルゼリに変更となった。試合は開始早々にセスのカウンターでダウンすると、そのままパウンドを被弾し続けTKO負けとなった。それまで鳴り物入りでの連勝を続けていた中、4試合（エキシビションマッチを含めれば5試合目）にしてプロ初黒星となった。

### TUF
2009年、UFCへの出場権を巡るリアリティ番組「The Ultimate Fighter」シーズン10に参加して、1位指名でクイントン・"ランペイジ"・ジャクソン率いるチーム・ランペイジ入りを果たした。シーズン中は同じチームで同年代のマーカス・ジョーンズがトレーニングで苦しんでいる所を励ますなどの場面も見られた。シーズン冒頭で行われたエリミネイションバウトでは1回戦でロイ・ネルソンと対戦。テイクダウンを取られ、サイドポジションで押さえ込まれたままパウンドでTKO負けを喫した。

### UFC
2009年12月5日、UFCデビュー戦となるThe Ultimate Fighter: Heavyweights Finaleでは、215ポンドのキャッチウェイトバウトでヒューストン・アレクサンダーに判定勝ちを収め、白星デビューを果たした。
2010年5月8日、UFC 113におけるマット・ミトリオンとの対戦では終始押され続け、マウントパンチでTKO負けを喫した。試合に敗れたことで、UFC代表ダナ・ホワイトは「UFCでの試合はこれが最後だ」としてキンボに契約解除を通告した。

### UFCリリース後
2010年8月、ボクシングでのプロデビューを考えていると答え、一から出直すつもりで体を鍛え直していると語った。このキンボのボクシング転向についてロイ・ジョーンズ・ジュニアが「彼との試合はしたいが、その前に彼は幾つかの試合経験を積むべきだ」とコメントした。
イノキ・ゲノム・フェデレーションと試合契約を結んで、2011年2月5日に福岡で開催された同団体の興行で鈴川真一とのプロレスの試合が予定されていたが、直前に拳の負傷を理由に試合はキャンセルされた。

### ボクシング
2011年8月13日、プロボクシングの4回戦デビューを飾り、オクラホマ州マイアミのバッファロー・ラン・カジノで、39歳のジェームズ・ウェードと戦い、1ラウンド10秒でKO勝ちを収めた。
2011年10月15日、再びボクシングの試合を行い、テイ・ブレッソをやはり1ラウンドKOで破った。12月30日には、チャールズ・ハックマンを3-0の判定で破った。
キンボの次の試合は、2013年1月30日に、オーストラリアでアンソニー・ムンディン対ダニエル・ギールのアンダーカードとして行われた。キンボは、シェーン・チリャードを2ラウンドTKOで破った。

### Bellator
2015年6月19日、約5年ぶりの総合格闘技復帰戦となったBellator 138でケン・シャムロックからTKO勝利を収めた。
2016年2月19日、Bellator 149でDADA 5000と対戦し、パンチラッシュでTKO勝ち。試合後の薬物検査でナンドロロンの陽性反応が検出されたため、5月2日にテキサス・デパートメント・オブ・ライセンシング&レギュレーショからライセンスを剥奪され、試合結果もノーコンテストに変更された。
2016年6月6日、入院先の病院にて心不全で死去。7月16日のBellator 158でジェームス・トンプソンと再戦することが発表されていた。

## 人物・エピソード
- 家族と共にコーラルスプリングス (フロリダ州)に住んでおり、一人親で3人の息子と3人の娘を育てていた[21][22][23]。長い間のガールフレンドであるアントワネット・レイと婚約中だった[24]。
- 息子のケビン・ファーガソン・ジュニアも総合格闘家。
- アテネオリンピック男子柔道100kg級代表のラディ・ファーガソンは従兄弟にあたる。

## 戦績

### プロボクシング
- 7戦7勝無敗（6KO）

### プロ総合格闘技
| 総合格闘技 戦績 | 総合格闘技 戦績 | 総合格闘技 戦績 | 総合格闘技 戦績 | 総合格闘技 戦績 | 総合格闘技 戦績 | 総合格闘技 戦績 |
| --------------- | --------------- | --------------- | --------------- | --------------- | --------------- | --------------- |
| 8 試合          | (T)KO           | 一本            | 判定            | その他          | 引き分け        | 無効試合        |
| 5 勝            | 3               | 1               | 1               | 0               | 0               | 1               |
| 2 敗            | 2               | 0               | 0               | 0               | 0               | 1               |

| 勝敗 | 対戦相手                     | 試合結果                                | 大会名                                    | 開催年月日     |
| －   | DADA 5000                    | ノーコンテスト（薬物検査失格）          | Bellator 149: Shamrock vs. Gracie         | 2016年2月19日  |
| ○    | ケン・シャムロック           | 1R 2:22 TKO（スタンドパンチ連打）       | Bellator 138: Kimbo vs. Shamrock          | 2015年6月19日  |
| ×    | マット・ミトリオン           | 2R 4:24 TKO（マウントパンチ）           | UFC 113: Machida vs. Shogun 2             | 2010年5月8日   |
| ○    | ヒューストン・アレクサンダー | 5分3R終了 判定3-0                       | The Ultimate Fighter: Heavyweights Finale | 2009年12月5日  |
| ×    | セス・ペトルゼリ             | 1R 0:14 TKO（右ストレート→パウンド）    | EliteXC: Heat                             | 2008年10月4日  |
| ○    | ジェームス・トンプソン       | 3R 0:36 TKO（スタンドパンチ連打）       | EliteXC: Primetime                        | 2008年5月31日  |
| ○    | タンク・アボット             | 1R 0:43 KO（スタンドパンチ連打）        | EliteXC: Street Certified                 | 2008年2月16日  |
| ○    | ボー・キャントレル           | 1R 0:19 ギブアップ（右肘打ち→パウンド） | EliteXC: Renegade                         | 2007年11月10日 |

### 総合格闘技エキシビション
| 勝敗 | 対戦相手       | 試合結果            | 大会名                             | 開催年月日    |
| ×    | ロイ・ネルソン | 2R 2:01 TKO         | The Ultimate Fighter: Heavyweights | 2009年6月10日 |
| ○    | レイ・マーサー | 1R ギロチンチョーク | CFFC 5: Two Worlds, One Cage       | 2007年6月23日 |

## メディア
キンボは、2008年にニコロデオンの祝日特別番組Merry Christmas, Drake & JoshのBludge役で俳優としてデビューした。2009年には、Caterpillar vs. Kimboというアンチウイルスソフトウェアの広告にも出演した。
| 年     | タイトル                              | メディア | 役         | その他 |
| ------ | ------------------------------------- | -------- | ---------- | ------ |
| 2015年 | Dawg Fight                            | 映画     |            |        |
| 2012年 | The Scorpion King 3: Rise of the Dead | 映画     | Zulu Kondo |        |
| 2010年 | Locked Down                           | 映画     | King       |        |
| 2010年 | Circle of Pain                        | 映画     | Reg        |        |
| 2009年 | Blood and Bone                        | 映画     | J.C.       |        |
| 2008年 | Merry Christmas, Drake & Josh         | テレビ   | Bludge     |        |